# Fat Bottomed Girls
"Fat Bottomed Girls" é um single da banda britânica de rock Queen, lançado em outubro de 1978 junto com "Bicycle Race".
Escrita por Brian May, a música foi executada nos shows da banda até 1982. Embora tenha causado certa controvérsia por sua letra, vendeu mais de 250 mil cópias no Reino Unido.
A videoclipe da canção foi filmado no Centro de Convenções de Dallas, no Texas, em Outubro de 1978.

## Ficha técnica
Banda
- Freddie Mercury - vocais
- Brian May - vocais, guitarra e composição
- Roger Taylor - bateria
- John Deacon - baixo